# Wrea Green
Wrea Green – wieś w Anglii, w hrabstwie Lancashire, w dystrykcie Fylde. Leży 57 km na północny zachód od miasta Manchester i 315 km na północny zachód od Londynu.